# 1061 Пеонія
1061 Пеонія (1061 Paeonia) — астероїд головного поясу, відкритий 10 жовтня 1925 року.
Тіссеранів параметр щодо Юпітера — 3,177.